# 25 de junho
25 de junho é o 176.º dia do ano no calendário gregoriano (177.º em anos bissextos). Faltam 189 dias para acabar o ano.

## Eventos históricos

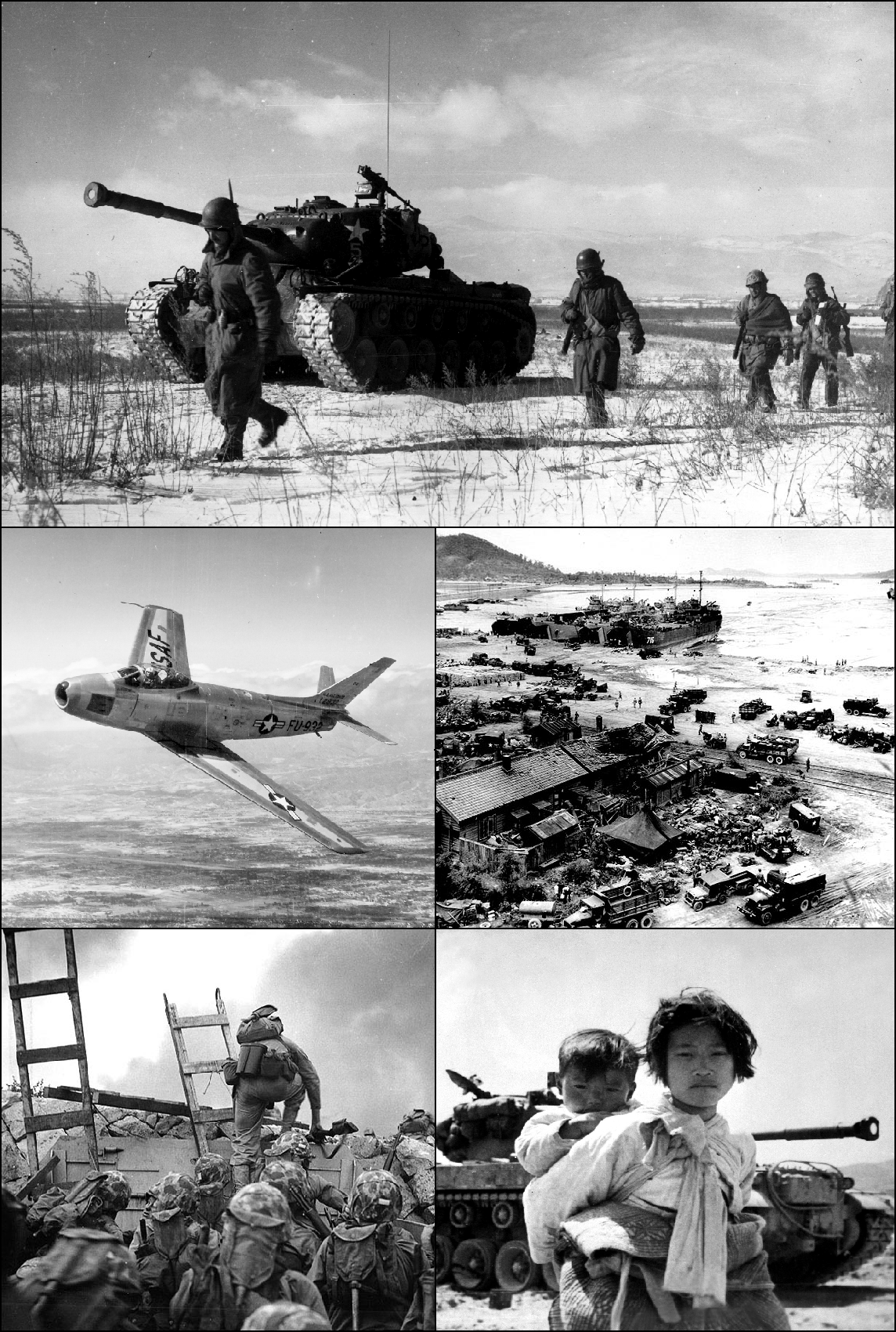
1950: Começa a Guerra da Coreia

- 0524 — Os francos são derrotados pelos borgonheses na Batalha de Vézeronce.
- 0841 — Na Batalha de Fontenay-en-Puisaye, as forças lideradas por Carlos, o Calvo e Luís, o Germânico derrotam os exércitos de Lotário I da Itália e Pepino II da Aquitânia.[1]
- 1258 — Guerra de São Sabas: na Batalha de Acre, os venezianos derrotam uma frota genovesa maior que navegava para socorrer Acre.
- 1530 — Na Dieta de Augsburgo, a Confissão de Augsburgo é apresentada ao Imperador Romano-Germânico pelos príncipes e eleitores luteranos da Alemanha.
- 1658 — As forças espanholas falham em retomar a Jamaica na Batalha de Rio Nuevo durante a Guerra Anglo-Espanhola.[2]
- 1678 — A veneziana Elena Cornaro Piscopia é a primeira mulher a receber um doutorado em filosofia ao se formar na Universidade de Pádua.
- 1741 — Maria Teresa é coroada Rainha da Hungria e Croácia.
- 1786 — Gavriil Pribylov descobre a Ilha de São Jorge no conjunto de Ilhas Pribilof no Mar de Bering.[3]
- 1792 — Começa a medição do meridiano de Paris, origem do estabelecimento do Sistema Métrico Decimal.
- 1806 — Em Buenos Aires, desembarca uma pequena expedição britânica composta por 1,8 mil homens a mando do general William Carr Beresford.
- 1822 — Guerra de Independência do Brasil: A Batalha de Cachoeira ocorreu quando a Câmara Municipal de Cachoeira se rebelou contra o governo português da Província da Bahia, e declarou lealdade ao príncipe regente Dom Pedro.
- 1876 — Batalha de Little Bighorn e a morte do tenente-coronel George Armstrong Custer.
- 1877 — O vulcão Cotopaxi, a 80 km de Quito, entra em erupção.
- 1892 — O Museu Nacional da Universidade Federal do Rio de Janeiro é instalado na Quinta da Boa Vista, no Rio de Janeiro.
- 1900 — O monge taoísta Wang Yuanlu descobre os manuscritos de Dunhuang, um esconderijo de textos antigos de grande significado histórico e religioso, nas Cavernas Mogao de Dunhuang, China.
- 1910 — Estreia em Paris o balé de Igor Stravinsky, O Pássaro de Fogo, que o destaca como compositor.
- 1938 — Dr. Douglas Hyde é empossado como o primeiro presidente da Irlanda.
- 1940 — Segunda Guerra Mundial: entra em vigor o armistício francês com a Alemanha.
- 1941 — Segunda Guerra Mundial: começa a Guerra de Continuação entre a União Soviética e a Finlândia, apoiada pela Alemanha nazista.
- 1943 — O Holocausto: os judeus do gueto de Częstochowa, na Polônia, organizam uma revolta contra os nazistas.[4]
- 1944 — Segunda Guerra Mundial: começa a Batalha de Tali-Ihantala, a maior batalha já travada nos países nórdicos.
- 1947 — Publicado o Diário de uma Jovem (mais conhecido como o Diário de Anne Frank).
- 1950 — Começa a Guerra da Coreia com a invasão da Coreia do Sul pela Coreia do Norte.
- 1975
  - Moçambique consegue a independência de Portugal.
  - A primeira-ministra Indira Gandhi declara estado de emergência interna na Índia.
- 1981 — Microsoft é reestruturada para se tornar uma empresa incorporada em seu estado natal, Washington.
- 1991 — Croácia e Eslovênia declaram sua independência da Iugoslávia.
- 1993 — Kim Campbell é empossada como a primeira mulher a ser primeira-ministra do Canadá.
- 1996 — Atentado das torres de Khobar na Arábia Saudita mata 19 soldados americanos.
- 1997 — Uma sonda Progress não tripulada colide com a estação espacial russa Mir.
- 2007
  - Inaugurado o Museu Coleção Berardo, em Lisboa.
  - O voo PMTair 241 cai nas montanhas Dâmrei, na província de Kampot, Camboja, matando todas as 22 pessoas a bordo.[5]
- 2022 — Guerra Russo-Ucraniana: a Batalha de Sievierodonetsk termina após semanas de intensos combates com a captura russa da cidade, levando à Batalha de Lysychansk.

## Nascimentos

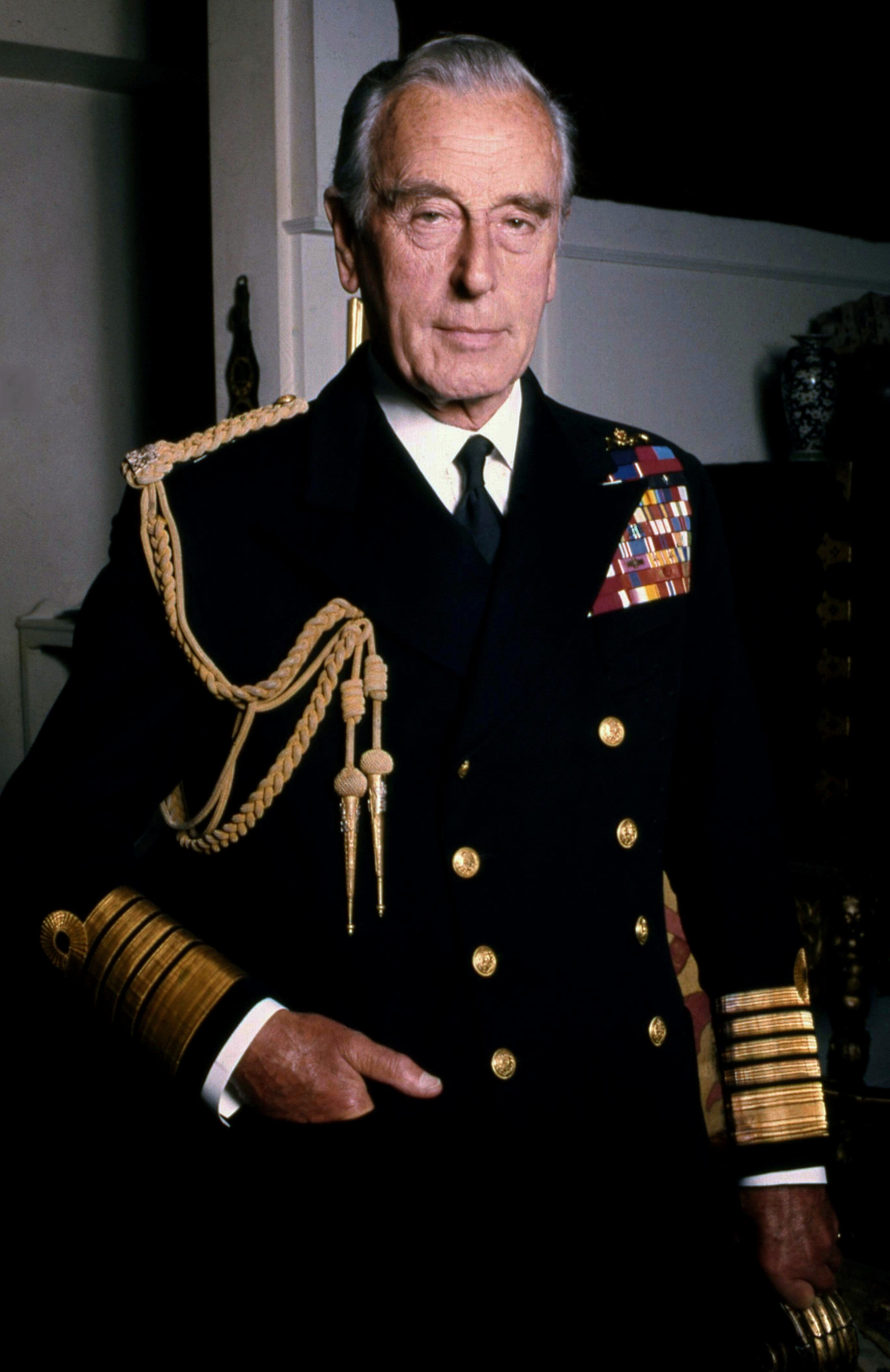
Lord Mountbatten

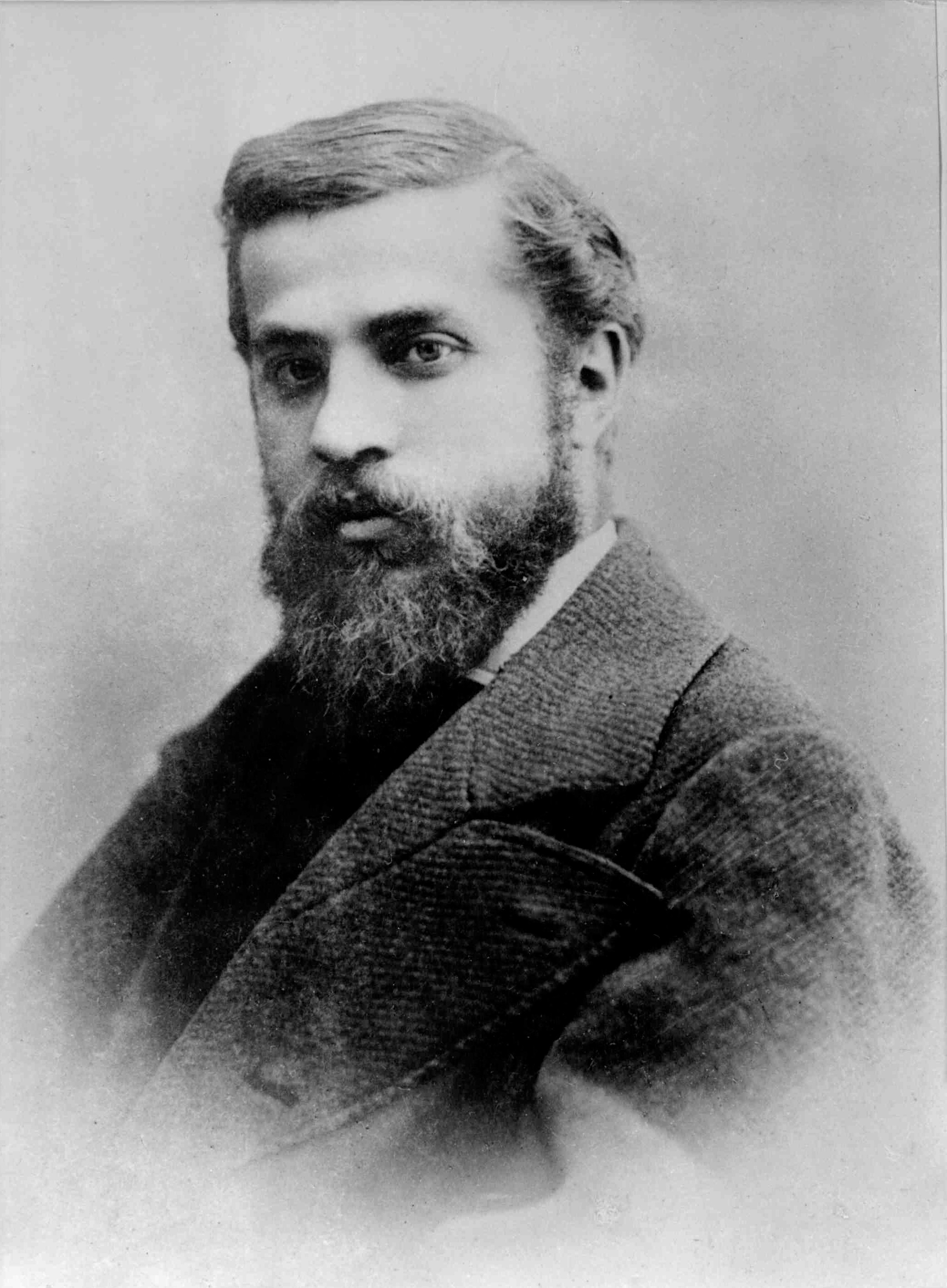
Antoni Gaudí

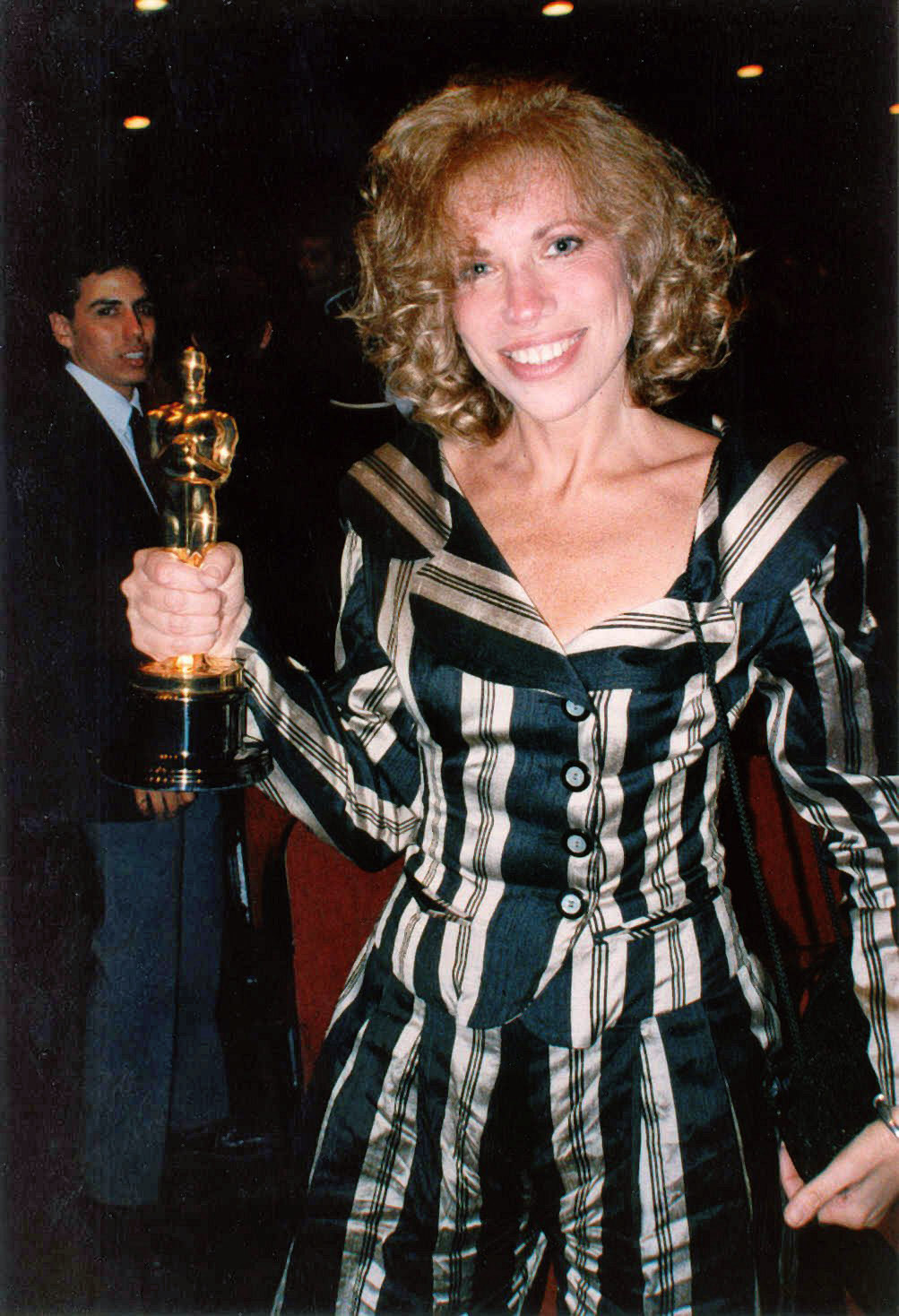
Carly Simon

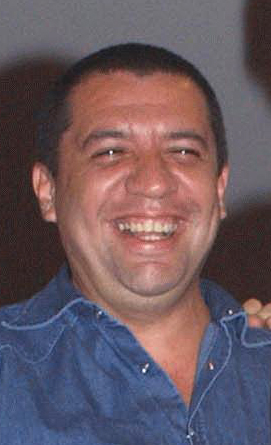
Bussunda

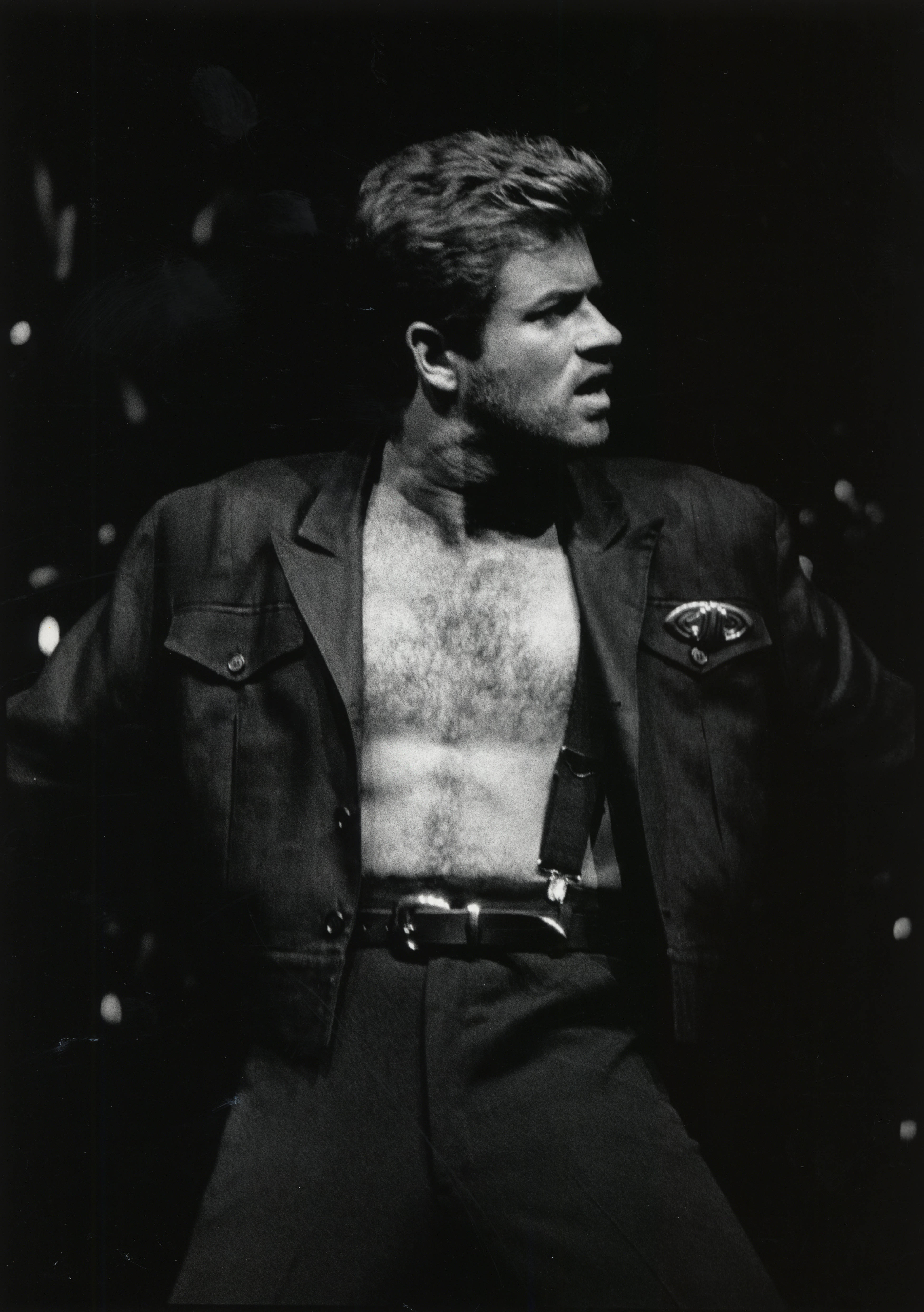
George Michael

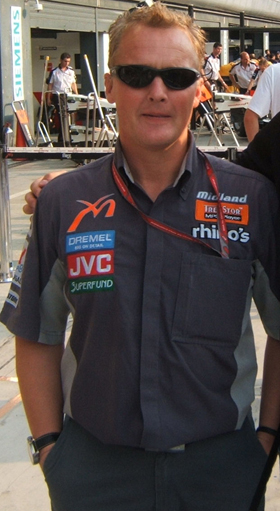
Johnny Herbert

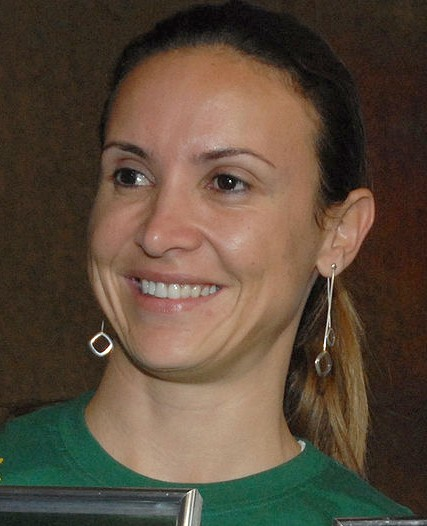
Maurren Maggi

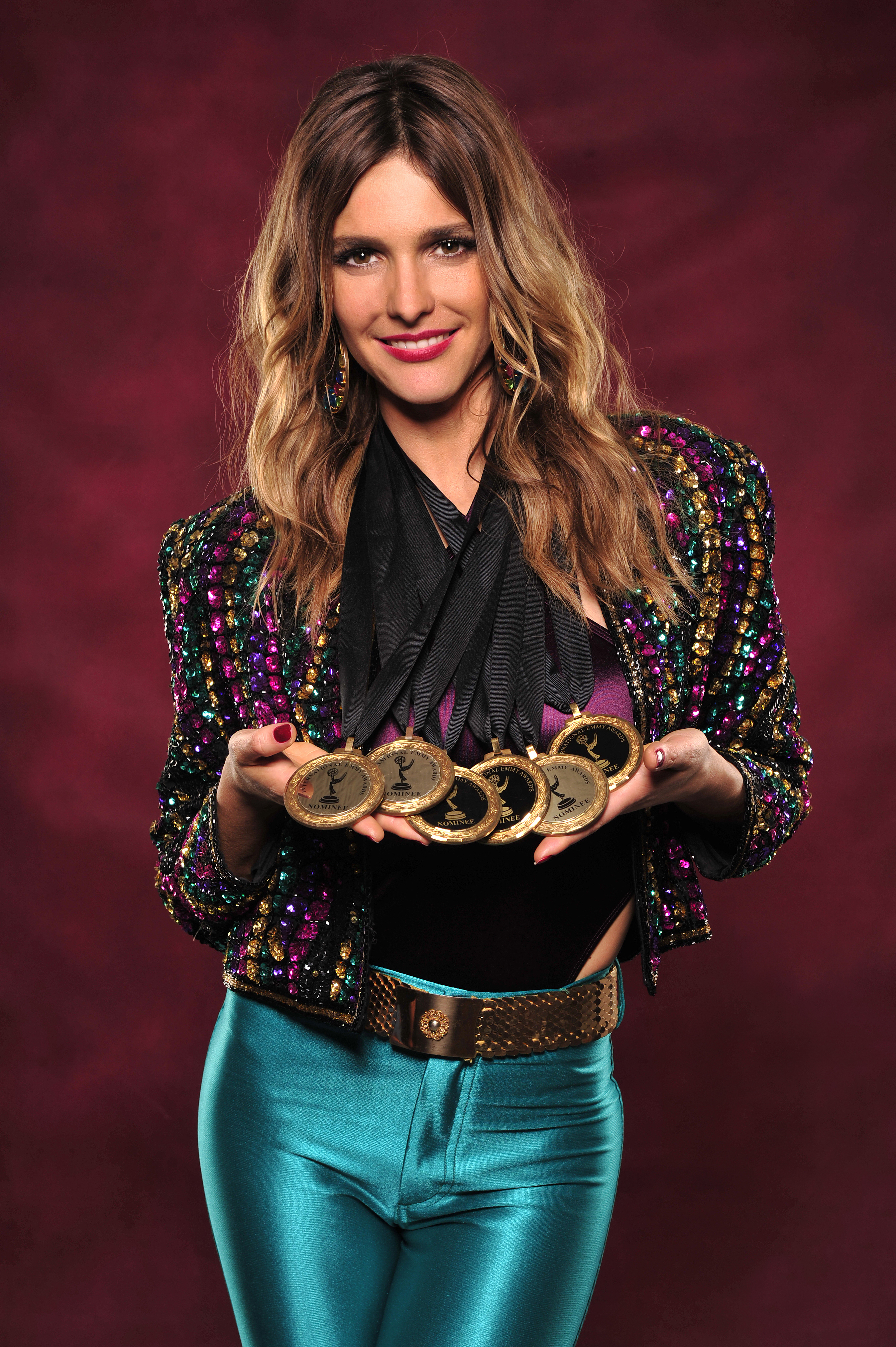
Fernanda Lima

### Anteriores ao século XIX
- 1242 — Beatriz de Inglaterra (m. 1275).
- 1328 — Guilherme Montagu, 2.º Conde de Salisbury (m. 1397).
- 1373 — Joana II de Nápoles, rainha de Nápoles (m. 1435).
- 1484 — Bartholomeus V. Welser, banqueiro alemão (m. 1561).
- 1507 — Maria de Baden-Sponheim, duquesa da Baviera (m. 1580).
- 1560 — Juan Sánchez Cotán, pintor espanhol (m. 1627).
- 1568 — Gunila Bielke, rainha da Suécia (m. 1597).
- 1612 — João Alberto Vasa, cardeal polonês (m. 1634).

- 1755 — Natália Alexeievna, czarina russa (m. 1776).
- 1794 — Ida de Saxe-Meiningen (m. 1852).
- 1799 — David Douglas, botânico britânico (m. 1834).

### Século XIX
- 1842 — Eloy Alfaro, político equatoriano (m. 1912).
- 1843 — Frederico de Hohenzollern-Sigmaringen (m. 1904).
- 1852 — Antoni Gaudí, arquiteto espanhol (m. 1926).
- 1855 — William Alexander Forbes, zoólogo britânico (m. 1883).
- 1858 — Georges Courteline, poeta, escritor e dramaturgo francês (m. 1929).
- 1860 — Gustave Charpentier, compositor francês (m. 1956).
- 1866 — Ralph Allen Sampson, astrônomo irlandês (m. 1939).
- 1881
  - Crystal Eastman, advogada e jornalista estadunidense (m. 1928).
  - Jacques de Baroncelli, cineasta francês (m. 1951).
- 1884
  - Teimei, imperatriz do Japão (m. 1951).
  - Guilherme Paraense, militar e atleta brasileiro (m. 1968).
- 1887 — Frigyes Karinthy, poeta, escritor e dramaturgo húngaro (m. 1938).
- 1890
  - Charlotte Greenwood, atriz e bailarina estadunidense (m. 1977).
  - Dorothy Bernard, atriz estadunidense (m. 1955).
- 1894 — Hermann Oberth, físico alemão (m. 1989).
- 1899 — Margarida da Suécia (m. 1977).
- 1900 — Louis Mountbatten, 1.º Conde Mountbatten da Birmânia, militar e político britânico (m. 1979).

### Século XX

#### 1901–1950
- 1902 — Yasuhito, príncipe do Japão (m. 1953).
- 1903 — George Orwell, escritor e jornalista britânico (m. 1950).
- 1905 — Rupert Wildt, astrônomo teuto-estadunidense (m. 1976).
- 1906 — Roger Livesey, ator britânico (m. 1976).
- 1907
  - Johannes Hans Daniel Jensen, físico alemão (m. 1973).
  - Arseny Tarkovski, poeta e tradutor russo (m. 1989).
  - Enrique Pichon Rivière, médico argentino (m. 1977).
- 1908 — Willard van Orman Quine, matemático e filósofo estadunidense (m. 2000).
- 1909 — Arnold Badjou, futebolista belga (m. 1994).
- 1913 — Henk van Spaandonck, futebolista neerlandês (m. 1982).
- 1918 — P. H. Newby, escritor britânico (m. 1997).
- 1920 — Ruy Barata, poeta e compositor brasileiro (m. 1990).
- 1923 — Sam Francis, pintor estadunidense (m. 1994).
- 1924
  - Sidney Lumet, cineasta estadunidense (m. 2011).
  - Mohamed Benhima, político marroquino (m. 1992).
- 1925
  - June Lockhart, atriz estadunidense.
  - Robert Venturi, arquiteto estadunidense (m. 2018).
  - William Stoddart, escritor e médico britânico (m. 2023).
- 1927 — Arnold Wolfendale, astrônomo britânico (m. 2020).
- 1928
  - Alex Toth, cartunista, ilustrador e desenhista de animação estadunidense (m. 2006).
  - Peyo, cartunista e ilustrador belga (m. 1992).
  - Michel Brault, diretor de fotografia, produtor e diretor de cinema canadense (m. 2013).
- 1929 — Helmut Seibt, patinador artístico austríaco (m. 1992).
- 1931
  - Alfred Swift, ciclista sul-africano (m. 2009).
  - Jacqueline Scott, atriz americana (m. 2020).
  - Vishwanath Pratap Singh, político indiano (m. 2008).
- 1932 — Tim Parnell, automobilista britânico (m. 2017).
- 1933
  - Álvaro Siza Vieira, arquiteto português.
  - James Meredith, ativista estadunidense.
- 1935
  - Larry Kramer, dramaturgo, produtor de cinema e ativista estadunidense (m. 2020).
  - Kraft, Príncipe de Hohenlohe-Langemburgo (m. 2004).
- 1936 — Jusuf Habibie, engenheiro e político indonésio (m. 2019).
- 1937
  - Keizo Obuchi, político japonês (m. 2000).
  - Nawaf Al-Ahmad Al-Jaber Al-Sabah, emir kuwaitiano (m. 2023).
- 1940
  - Mary Beth Peil, atriz estadunidense.
  - João Carlos Martins, pianista e maestro brasileiro.
  - Guillermo Castro, ex-futebolista salvadorenho.
- 1942
  - Guillermo Hernández, ex-futebolista mexicano.
  - Manolo Otero, cantor e ator espanhol (m. 2011).
  - Willis Reed, jogador de basquete estadunidense (m. 2023).
- 1943 — Olívia Hime, cantora e produtora musical brasileira.
- 1944 — Ricardo Salgado, economista português.
- 1945
  - Carly Simon, cantora e compositora estadunidense.
  - Labi Siffre, cantor, compositor e poeta britânico.
- 1946
  - Roméo Dallaire, militar, político e escritor canadense.
  - Joel Mendes, futebolista brasileiro (m. 2024).
  - Luiz Davidovich, físico brasileiro.
- 1948
  - Michael Lembeck, ator e diretor estadunidense.
  - Manuel Bento, futebolista português (m. 2007).
- 1949 — Patrick Tambay, automobilista, político e comentarista esportivo francês (m. 2022).

#### 1951–2000
- 1951 — Emmanuel Sanon, futebolista e treinador de futebol haitiano (m. 2008).
- 1952
  - Miguel Sousa Tavares, jornalista e escritor português.
  - Rosimar de Mello, atriz e artista plástica brasileira (m. 2014).
  - Ferdi van den Haute, ex-ciclista belga.
  - Péter Erdő, cardeal húngaro.
- 1953 — Ilse Kaschube, ex-canoísta alemã.
- 1954 — Luiz Carlos Vasconcelos, ator brasileiro.
- 1955
  - Carlos Alberto Pintinho, ex-futebolista brasileiro.
  - Víctor Manuel Vucetich, treinador de futebol mexicano.
- 1956
  - Anthony Bourdain, chef de cozinha, apresentador e escritor estadunidense (m. 2018).
  - Boris Trajkovski, político macedônio (m. 2004).
- 1957 — Rui Costa Pimenta, jornalista e político brasileiro.
- 1958 — Serik Akhmetov, político e engenheiro cazaque.
- 1959
  - Kostadin Kostadinov, ex-futebolista búlgaro.
  - Rob Gonsalves, pintor canadense (m. 2017).
- 1960
  - Aldo Serena, ex-futebolista italiano.
  - Halim Benmabrouk, ex-futebolista argelino.
  - Mauro Carlesse, político brasileiro.
  - Craig Johnston, ex-futebolista australiano.
- 1961 — Ricky Gervais, ator, diretor, produtor e músico britânico.
- 1962
  - Nadarajah Raviraj, político e advogado cingalês (m. 2006).
  - Bussunda, humorista brasileiro (m. 2006).
- 1963
  - George Michael, cantor e compositor britânico (m. 2016).
  - Yann Martel, escritor canadense.
  - Thierry Marie, ex-ciclista francês.
- 1964
  - Johnny Herbert, ex-automobilista britânico.
  - Emma Suárez, atriz espanhola.
  - Dell Curry, ex-jogador de basquete estadunidense.
- 1965
  - Jonas Donizette, político e radialista brasileiro.
  - Kerri Pottharst, ex-jogadora de vôlei de praia australiana.
  - Jean Castex, político francês.
- 1966 — Dikembe Mutombo, jogador de basquete congolês (m. 2024).
- 1968
  - Estanislao Struway, ex-futebolista paraguaio.
  - Vaios Karagiannis, ex-futebolista grego.
  - Dorinel Munteanu, ex-futebolista e treinador de futebol romeno.
  - Paulo Tiefenthaler, ator suíço-brasileiro.
- 1969 — Arthur Lira, político, advogado e empresário brasileiro.
- 1970 — Erki Nool, ex-decatleta e político estoniano.
- 1971
  - Neil Lennon, ex-futebolista e treinador de futebol britânico.
  - Angela Kinsey, atriz estadunidense.
  - Aquiles Priester, músico brasileiro.
- 1972
  - André Döring, ex-futebolista brasileiro.
  - Saif al-Islam Muammar Al-Gaddafi, político e engenheiro líbio.
- 1973
  - Marcelo Ramos, ex-futebolista brasileiro.
  - Nuno Resende, cantor português.
  - Jamie Redknapp, ex-futebolista britânico.
- 1974
  - Janaina Paschoal, jurista e política brasileira.
  - Morten Bisgaard, ex-futebolista dinamarquês.
- 1975
  - Albert Costa, ex-tenista espanhol.
  - Linda Cardellini, atriz estadunidense.
  - Mohammed Camara, ex-futebolista guineense.
  - Chenoa, cantora espanhola.
  - Fabiano Augusto, ator, apresentador e radialista brasileiro.
  - Vladimir Kramnik, enxadrista russo.
  - Natasha Klauss, atriz colombiana.
- 1976
  - Rabia Kazan, jornalista turca.
  - Maurren Maggi, ex-atleta brasileira.
  - Alan Severiano, jornalista brasileiro.
- 1977
  - Fernanda Lima, atriz, modelo e apresentadora brasileira.
  - Federico Elduayen, ex-futebolista uruguaio.
  - Naoya Tsukahara, ex-ginasta japonês.
  - Oleksiy Oliynyk, lutador ucraniano de artes marciais mistas.
- 1978
  - Chuckie, DJ e produtor musical neerlandês.
  - Elias Júnior, jornalista e político brasileiro.
- 1979 — Busy Philipps, atriz estadunidense.
- 1980
  - Shannon Lucio, atriz estadunidense.
  - Inma Cuesta, atriz espanhola.
- 1981
  - Simon Ammann, esquiador suíço.
  - Sheridan Smith, atriz, dançarina e cantora britânica.
  - Yohann Gène, ex-ciclista francês.
- 1982
  - Mikhail Youzhny, ex-tenista russo.
  - Fernando Navarro, ex-futebolista espanhol.
- 1983
  - Daniele Gastaldello, ex-futebolista italiano.
  - Cristian Baroni, ex-futebolista brasileiro.
  - La La Anthony, atriz e personalidade televisiva norte-americana.
  - Marc Janko, ex-futebolista austríaco.
- 1984
  - Indigo, atriz estadunidense.
  - Guillermo Beltrán, futebolista paraguaio.
  - Melanie Wilson, remadora britânica.
- 1985
  - Adane Girma, ex-futebolista etíope.
  - Karim Matmour, ex-futebolista argelino.
  - Annaleigh Ashford, atriz e cantora norte-americana.
  - Marcos Rogério de Lima, lutador brasileiro de artes marciais mistas.
- 1986
  - Aya Matsuura, cantora e atriz japonesa.
  - Charlie Davies, ex-futebolista estadunidense.
  - Pontus Wernbloom, ex-futebolista sueco.
- 1987
  - Alissa Czisny, patinadora artística estadunidense.
  - Dijilly Vouho, futebolista senegalês.
  - Elsa Baquerizo, jogadora de vôlei de praia espanhola.
  - Elis Bakaj, ex-futebolista albanês.
  - Hugo Bonemer, ator brasileiro.
  - Luã Yvys, músico, cantor, compositor e produtor musical brasileiro.
  - Rafael Valls, ciclista espanhol.
- 1988 — Miguel Layún, futebolista mexicano.
- 1989
  - Jack Cork, futebolista britânico.
  - Waleed Al-Husseini, escritor palestino.
- 1990
  - Eridson Mendes Umpeça, futebolista guineense.
  - Carolina Miranda, atriz e cantora mexicana.
- 1991
  - Diego Maurício, futebolista brasileiro.
  - Maria Bopp, atriz brasileira.
  - Victor Wanyama, futebolista queniano.
  - Simone Zaza, ex-futebolista italiano.
- 1992
  - Koen Casteels, futebolista belga.
  - Kelsey Robinson, jogadora de vôlei estadunidense.
  - Romel Quiñónez, futebolista boliviano.
- 1993
  - Amaury Capiot, ciclista belga.
  - Hugues Fabrice Zango, atleta de salto triplo burquinês.
- 1994 — Lauren Price, pugilista britânica.
- 1996
  - Pietro Fittipaldi, automobilista brasileiro.
  - Lele Pons, youtuber e atriz venezuelana.
  - Luis Paulo Supi, enxadrista brasileiro.
- 1997
  - Rodrigo Bentancur, futebolista uruguaio.
  - Bassem Srarfi, futebolista tunisiano.
- 1998
  - Kyle Chalmers, nadador australiano.
  - Leonardo Pulcini, automobilista italiano.
  - Wongravee Nateetorn, ator, cantor e modelo tailandês.
- 1999 — Morten Hjulmand, futebolista dinamarquês.

### Século XXI
- 2004 — Madison Reyes, atriz estadunidense.
- 2006 — Mckenna Grace, atriz estadunidense.

## Mortes

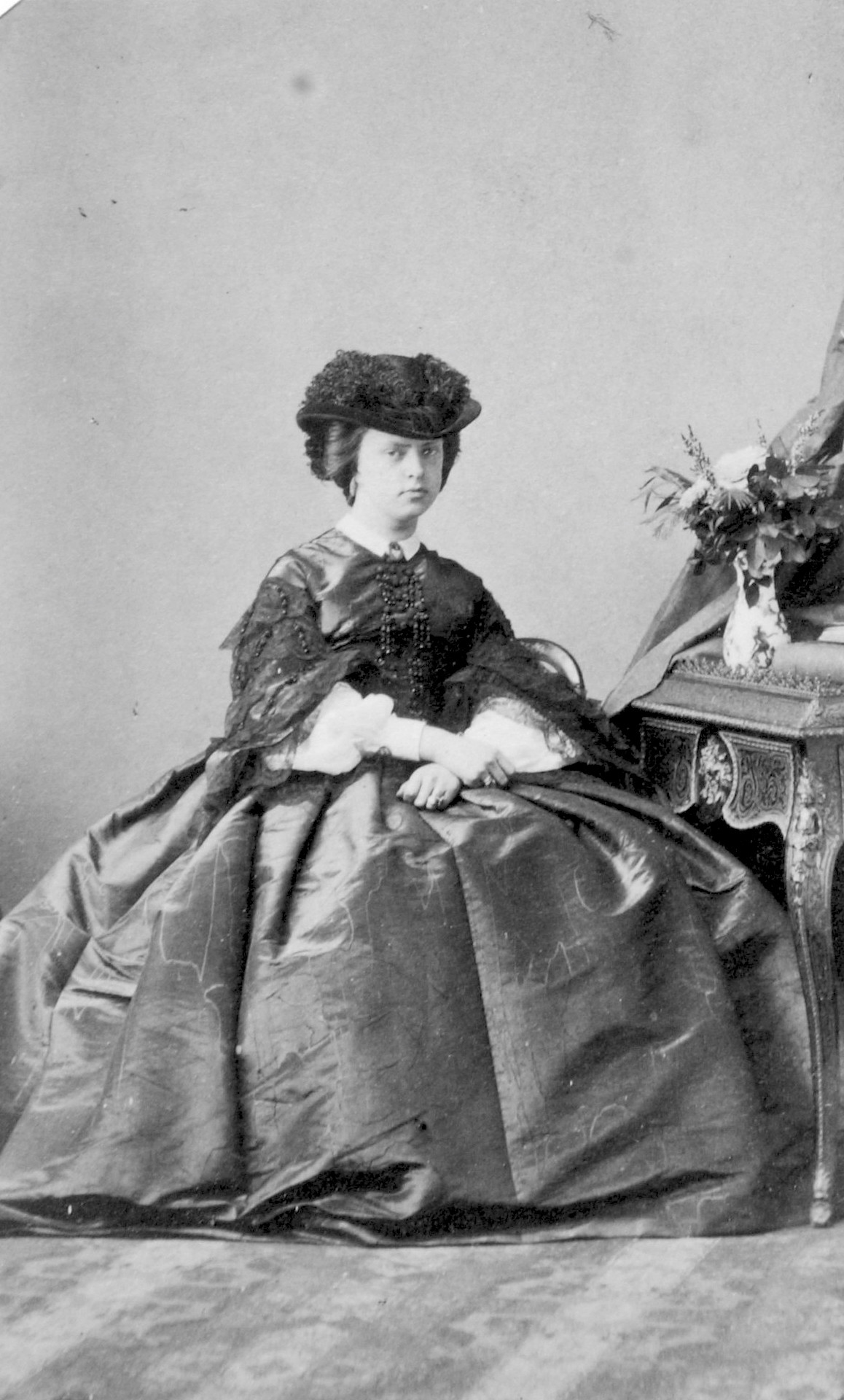
Maria Clotilde de Saboia

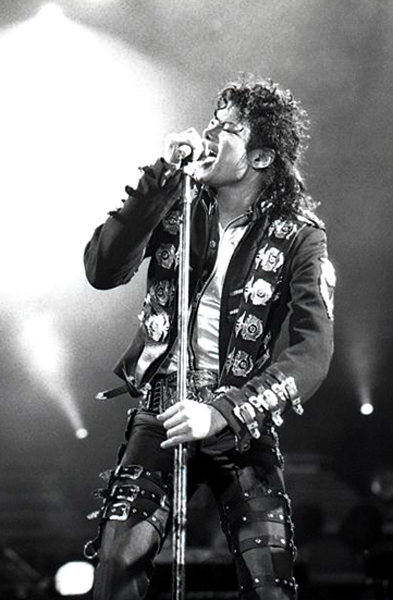
Michael Jackson

### Anteriores ao século XIX
- 0635 — Gaozu, imperador chinês (n. 566).
- 1134 — Nicolau I da Dinamarca (n. 1064).
- 1218 — Simão IV de Montfort, nobre franco-normando (n. 1160).
- 1291 — Leonor da Provença, rainha consorte do Reino da Inglaterra (n. 1223).
- 1337 — Frederico II da Sicília (n. 1272).
- 1347 — Doroteia de Montau, anacoreta e santa alemã (n. 1394).

- 1522 — Franchinus Gaffurius, teórico musical e compositor italiano (n. 1451).
- 1533 — Maria Tudor, Rainha de França (n. 1496).
- 1593 — Michele Mercati, médico, biólogo, arqueólogo e naturalista italiano (n. 1541).
- 1665 — Sigismundo Francisco, Arquiduque da Áustria (n. 1630).
- 1669 — Francisco de Bourbon, Duque de Beaufort (n. 1616).
- 1671 — Giovanni Battista Riccioli, astrônomo e padre católico italiano (n. 1598).
- 1673 — D'Artagnan, militar francês (n. 1611).
- 1767 — Georg Philipp Telemann, compositor e músico alemão (n. 1681).

### Século XIX
- 1822 — E. T. A. Hoffmann, escritor e compositor alemão (n. 1776).
- 1863 — Johann Karl Ehrenfried Kegel, explorador alemão (n. 1784).
- 1876 — George Armstrong Custer, militar estadunidense (n.1839).
- 1894 — Marie François Sadi Carnot, político francês (n. 1837).

### Século XX
- 1911 — Maria Clotilde de Saboia, princesa italiana (n. 1843).
- 1912 — Lawrence Alma-Tadema, pintor neerlandês (n. 1836).
- 1914 — Jorge II, Duque de Saxe-Meiningen (n. 1826).
- 1933 — Jean Cugnot, ciclista francês (n. 1899).
- 1937 — Colin Clive, ator britânico (n. 1900).
- 1940 — George Hackathorne, ator norte-americano (n. 1896).
- 1943 — John Calhoun Phillips, político norte-americano (n. 1870).
- 1948 — Bento de Jesus Caraça, matemático português (n. 1901).
- 1960
  - Carl Alfred Pedersen, ginasta norueguês (n. 1882).
  - Otto Ender, político austríaco (n. 1875).
- 1962 — Alberto da Veiga Guignard, pintor brasileiro (n. 1896).
- 1964 — Augusta da Baviera, arquiduquesa da Áustria (n. 1875).
- 1971 — John Boyd Orr, botânico e político britânico (n. 1880).
- 1975 — Javier Ambrois, futebolista uruguaio (n. 1932).
- 1984 — Michel Foucault, filósofo, historiador e sociólogo francês (n. 1926).
- 1985 — Rossini Pinto, cantor, compositor e produtor musical brasileiro (n. 1937).
- 1988 — Hillel Slovak, guitarrista estadunidense (n. 1962).
- 1992 — James Stirling, arquiteto britânico (n. 1926).
- 1997 — Jacques-Yves Cousteau, explorador e inventor francês (n. 1910).
- 1999
  - Jorge Góngora, futebolista peruano (n. 1906).
  - Fred Trump, empresário norte-americano (n. 1905).
- 2000 — Wilson Simonal, cantor brasileiro (n. 1938).

### Século XXI
- 2001 — Evandro Carlos de Andrade, jornalista brasileiro (n. 1931).
- 2002 — Henrique Santillo, político brasileiro (n. 1927).
- 2004 — Karol Kennedy, patinadora artística estadunidense (n. 1932).
- 2005 — Prêntice, cantor e compositor brasileiro (n. 1956).
- 2008 — Sylvinha Araújo, cantora brasileira (n. 1951).
- 2009
  - Michael Jackson, cantor, ator, dançarino e compositor estadunidense (n. 1958).
  - Farrah Fawcett, atriz estadunidense (n. 1947).
  - Zinaida Stahurskaya, ciclista bielorrussa (n. 1971).
- 2011 — Paulo Renato Souza, economista e político brasileiro (n. 1945).
- 2017 — Félix Mourinho, futebolista e treinador de futebol português (n. 1938).
- 2024 — Bill Cobbs, ator estadunidense (n. 1934).

## Feriados e eventos cíclicos

### Brasil
- Dia do Cotonete
- Dia do Imigrante

### Internacional
- Dia Mundial do Vitiligo
- Dia Mundial do Marinheiro

### Moçambique
- Feriado Nacional em Moçambique (dia da Independência)

### Cristianismo
- Adalberto de Egmond
- Cláudia Prócula
- Máximo de Turim
- Nossa Senhora de Međugorje
- Pôncio Pilatos
- Próspero da Aquitânia

## Outros calendários
- No calendário romano era o 7.º dia (VII) antes das calendas de julho.
- No calendário litúrgico tem a letra dominical A para o dia da semana.
- No calendário gregoriano a epacta do dia é .ii..